# Ponte dell'Unità
Il Ponte dell'Unità (in inglese Unity Bridge) è un ponte sul fiume Ruvuma, a Negomano, Mozambico, tra la Tanzania e il Mozambico. Fu proposto già nel 1975, poco dopo l'indipendenza del Mozambico. L'idea di un ponte tra i due paesi sorse dagli ex presidenti Mwalimu Nyerere e Samora Machel. Diversi studi di progettazione e limitati lavori di costruzione furono completati all'inizio degli anni '80, ma il Ponte dell'Unità non venne terminato per mancanza di fondi.
Nel 2002 è stato firmato un trattato statale tra i due paesi e nel 2005 l'agenzia di pianificazione norvegese Norconsult è stata incaricata della pianificazione e della gestione dei lavori. Il 10 ottobre 2005, la prima pietra è stata posata contemporaneamente su entrambi i lati del fiume di confine. Il costo totale è stato stimato in 25 milioni di dollari USA, i lavori di costruzione sono stati nelle mani della società di costruzioni cinese China Geo-Engineering Corp. La data di completamento era originariamente prevista per la metà del 2008, ma non è stato possibile rispettarla a causa di problemi con i fornitori. Il costo è salito a $ 33 milioni nel corso della costruzione.
Il ponte è lungo 720 metri, largo 13,5 metri e il suo apice ha un'altezza di 10 metri sopra il livello dell'acqua.
Diverse critiche sono state sollevate contro la costruzione del ponte nel luogo realizzato. Da un lato, il collegamento alla rete stradale sia in Tanzania che in Mozambico è inadeguato, le piste di Masasi (100 km) e Mueda (180 km) sono in cattive condizioni, quindi non sarà possibile un traffico intenso. I fondi per l'espansione delle strade di alimentazione non sono disponibili in nessuno dei due paesi. D'altra parte, la pista da Mueda a Negomane conduce in gran parte attraverso il santuario della fauna selvatica di Niassa, in gran parte incontaminato, per cui si teme un aumento del bracconaggio e ulteriori danni al mondo animale. Nonostante i notevoli sforzi di entrambi gli Stati per ottenere aiuti finanziari per la costruzione, questo è stato respinto sia dalla Banca Mondiale che dall'Unione europea, probabilmente per i motivi citati.
Il Ponte dell'Unità sul fiume Rovuma è stato costruito dalla China Geo-Engineering Corporation e inaugurato il 12 maggio 2010 dai presidenti di Mozambico e Tanzania.
Un secondo ponte più piccolo, chiamato Unity 2, è stato completato nel 2007.